# Stadio Félix Houphouët-Boigny
Lo stadio Félix Houphouët-Boigny è un impianto multifunzionale di Abidjan, in Costa d'Avorio, sito in Boulevard de le Republique, nel quartiere Le Plateu, a uso prevalentemente calcistico, anche se è in grado di ospitare incontri di rugby, atletica leggera e manifestazioni extrasportive.

## Storia
Inaugurato nel 1952 come stadio Géo André, intitolato all'olimpionico francese Géo André, vincitore di due medaglie alle Olimpiadi, nel 1964 lo stadio fu ricostruito e assunse l'attuale struttura. Con la ristrutturazione viene intitolato a Félix Houphouët-Boigny, primo presidente della Costa d'Avorio in occasione dei "Giochi di Abidjan".
Nel 1984 ha ospitato, insieme allo Stadio municipale di Bouaké di Bouaké, la Coppa delle nazioni africane 1984. Qui si sono disputati 9 incontri, tra cui le semifinali, la finale per il terzo posto e la finale del torneo.
Nel 2009 ha subito una ristrutturazione per ospitare la prima edizione del campionato delle nazioni africane, disputato tra febbraio e marzo.
Il 29 marzo 2009, durante la partita valida per le qualificazioni al campionato mondiale 2010 tra la Costa d'Avorio ed il Malawi, un muro è crollato sotto la pressione degli spettatori che confluivano all'interno dello stadio, uccidendo 19 persone e ferendone oltre 130.
Il 1º gennaio 2013 una fuga precipitosa causata dallo scoppio di fuochi d'artificio di Capodanno nei pressi dello stadio ha provocato la morte di 61 persone e il ferimento di altre 200.
Nel 2017 è stato ulteriormente rinnovato per ospitare i Giochi della Francofonia.
Nel 2020, con l'inaugurazione dello stadio olimpico Alassane Ouattara, ha perso lo status di sede delle partite della nazionale ivoriana. Nello stesso anno sono partiti i lavori di ammodernamento per la Coppa d'Africa 2023, competizione di cui ha ospitato dieci partite.

## Altri usi
Il 9 ottobre 1988 vi si tenne una tappa del tour mondiale Human Rights Now!, un concerto promosso da Amnesty International organizzato da molti artisti al fine di celebrare il quarantesimo anniversario della costituzione della Dichiarazione universale dei diritti umani. Gli artisti presenti erano Sting, Peter Gabriel, Bruce Springsteen e la E Street Band, Tracy Chapman e Youssou N'Dour, Ismaël Isaac e Johnny Clegg.